# Course aux armements
Pour les articles homonymes, voir Course aux armements (homonymie).
Une course aux armements a lieu lorsque plusieurs États rivalisent entre eux pour créer les forces armées les plus puissantes et les armements les plus performants. Elle a les caractéristiques d'un système concurrentiel fort, où des entités (ethnies, groupes d'individus, lobbys, gouvernements ou groupes de pays) cherchent à acquérir des systèmes défensifs et/ou offensifs. Les dépenses militaires ont dépassé les 2 000 Md$ dans le monde en 2021 (2 113 Md$), c'est un record qui ne peut être attribué qu'à l'attaque de l'Ukraine par la Russie, car cette tendance à la hausse est en cours depuis 1998 (2,2 % du PIB mondial et 6 % des dépenses publiques),.

## Histoire
La course aux armements est un objet d'étude central en stratégie internationale, depuis plus d’un siècle, sans qu’un consensus ne se soit clairement établi sur sa définition ou ses implications (« Quelle est la relation entre course à l’armement et guerres ? Est-ce que cette course à l’armement conduit à la guerre ? »).

## XXIesiècle
Une nouvelle accélération de la course aux armements semble naître des transformations du contexte international des années 1990-2000, notamment du retrait des États-Unis du Traité de contrôle et de limitation des armements en 2002, et de rivalités entre les États-Unis, la Russie et la Chine.
Hormis pour une courte période de stabilité (2009-2014), attribuée aux effets de la crise économique de 2008, la tendance est à une reprise de la course aux armements, et même à une accélération dans les années 2020. Ainsi, selon le rapport 2022 du CIPRI : « les ventes d'armes des 100 plus grandes entreprises d'armement et de services militaires (le Top 100 du SIPRI) ont totalisé 531 milliards USD en 2020 – année la plus récente de données disponibles. Malgré une contraction de 3,1 % de l'économie mondiale en 2020 due à la pandémie de Covid-19, les ventes d'armes agrégées du Top 100 ont augmenté. Le Top 100 comptait 41 entreprises d'armement américaines, avec des ventes d'armes cumulées de 285 milliards USD, et 5 entreprises chinoises, avec des ventes d'armes cumulées de 66,8 milliards USD ».
Cela efface en grande partie les efforts faits dans le monde après la période de guerre froide puis de paix relative, efforts associés à environ 60 ans de construction d'un édifice normatif (traités, et processus de vérification du désarmement) visant à limiter ou interdire certains armements (arme nucléaire et arme chimique, mine antipersonnel et bombe à sous-munitions notamment).
Alors que les robots, drones et une nouvelle course aux armements intelligents se développent, l'invasion de l'Ukraine par l'armée russe, le « Dôme de fer» demandé par Donald Trump qui par ailleurs désengage les États-Unis de la défense de l'Europe, les tensions en Chine et en Afrique (Groupe Wagner...), le conflit entre l'Arménie et l'Azerbaïdjan au Haut-Karabagh en 2020, l'offensive israélienne sur Gaza, semble mettre à mal l'application en cours des traités de limitation : une nouvelle course aux armements semble être relancée en Asie où les tensions entre la Chine, le japon, la Corée du Nord sont préoccupantes. Un nombre croissant de dirigeants japonais, dont le premier ministre Ishiba, veulent même que le Japon se dote de l'arme nucléaire, ce pourquoi le pays n'a pas signé le Traité sur l'interdiction des armes nucléaires (TIAN) le 7 juillet 2017 à l'ONU. En octobre 2011, sept mois à peine après la catastrophe de Fukushima, il l'avait déjà exprimé publiquement pour réclamer la relance du parc nucléaire japonais, au nom d'un lien entre le civil et le militaire.
le projet d'une « OTAN asiatique » lancé par Shigeru Ishiba en septembre 2024, après avoir irrité Xi Jinping, semble mise en veille, mais « Shigeru Ishiba n'est pas revenu sur l'engagement de son prédécesseur, Fumio Kishida, de faire passer le budget japonais de la défense à 2 % du produit intérieur brut (PIB) ni sur l'idée d'acheter aux États-Unis jusqu'à 500 missiles de croisière Tomahawk. Le récent refus de l'escalade guerrière par l'électorat, qui a désavoué le Premier ministre lors des élections législatives du 27 octobre 2024, montre néanmoins une certaine résistance de la part du peuple japonais ».
L'Europe fait de même avec l'annonce d'un réarmement conventionnel par Ursula von der Leyen, à hauteur de 800 milliards d'euros sur quatre ans, et par exemple avec la France et l'Allemagne qui annoncent s'associer pour produire à horizon 2040 un nouveau char de combat, modulaire et intelligent, dit « Système de combat terrestre principal » MGCS), mettant potentiellement à nouveau l'humanité entière en danger. En outre, relancer l'industrie de l'armement va augmenter l'empreinte carbone des pays qui le font, et détourner une grande quantité d'argent d'autres usages et de la de lutte contre le réchauffement climatique.
La course aux armements est aussi une course aux métaux et aux terres rares ; elle est très consommatrice d'énergies fossiles, et polluante. De manière sous-jacente,« elle démultiplie à la fois les zones de conflits et les menaces contre l'environnement, dans des espaces jusqu'à présent inexploités ». En 2025, B. Pelopidas invite à « identifier précisément les acteurs bénéficiaires de ces politiques. N'oublions pas, en effet [ajoute-t-il], que l'investissement dans l'armement a eu un effet d'entraînement sur le civil bien moindre qu'annoncé ; que des soupçons de corruption ont été avancés dans le secteur ; que Thalès, Dassault et MBDA, bénéficiaires directs du plan annoncé, sont encore sous le coup d'une plainte de 2022 pour complicité de crimes contre l'humanité et crimes de guerre dans le cadre de la guerre au Yémen, et de soupçons plus récents relatifs à l'usage des armes qu'ils ont vendu à Israël, qui les a employées contre des civils palestiniens ».

## Arme nucléaire
Durant la guerre froide, la course aux armements a été un facteur constant de tensions entre États-Unis et Union soviétique, chacun cherchant à avoir une supériorité technologique sur l'autre. Il est communément admis que cette compétition a été un facteur majeur de l'épuisement économique du régime communiste, conduisant à sa chute en 1991.
De plus l'Histoire (crise des missiles cubains notamment) montre que la notion de parapluie nucléaire n'est que théorique, voire trompeuse, et que l'humanité ne sera jamais à l'abri d'une défaillance technique des appareils de gestion et de contrôle de l'arme nucléaire. 
Certains experts estiment que la dissuasion nucléaire, notamment via des capacités de seconde frappe, reste le principal levier de modification des équilibres stratégiques, tandis que d’autres considèrent que la course aux armements n’est pas intrinsèquement déstabilisatrice de ces équilibres.
Divers experts et auteurs invitent à ne pas faire preuve d'une confiance excessive dans ce contrôle et remettent en question ce qu'ils estiment être des idées reçues sur la notion de dissuasion nucléaire, invitant à mieux prendre en compte l'incertitude dans les études de sécurité géostratégique.

## Émergences (prospective)
La phase actuelle de la course aux armements inclut une course aux armements intelligents, ainsi que le développement, très couteux, d’armes hypersoniques (vitesse d'au moins Mach 5, soit 1,5 km/s), d'armes à énergie dirigée (laser, micro-ondes).

## Les dépenses militaires entre 1905 et 1914
Les dépenses militaires, selon un article de l'homme politique allemand Matthias Erzberger écrit en 1914, sont répertoriées par armée de terre et marine de guerre pour une meilleure classification du budget de la défense des principaux États à la veille de la Première Guerre mondiale, les données sur la population concerne les métropoles, les colonies étant exclues. Compte tenu du contexte, il faut prendre les données suivantes avec prudence.
| Année       | Population              | Armée           | Armée                   | Marine          | Marine          | Population              | Armée                 | Armée                   | Marine                | Marine                |
| ----------- | ----------------------- | --------------- | ----------------------- | --------------- | --------------- | ----------------------- | --------------------- | ----------------------- | --------------------- | --------------------- |
|             | Total                   | Total           | Par habitant            | Total           | Par habitant    | Total                   | Total                 | Par habitant            | Total                 | Par habitant          |
| En millions | En millions de marks-or | En marks-or     | En millions de marks-or | En marks-or     | En millions     | En millions de marks-or | En marks-or           | En millions de marks-or | En marks-or           |                       |
|             | Empire allemand         | Empire allemand | Empire allemand         | Empire allemand | Empire allemand | Autriche-Hongrie        | Autriche-Hongrie      | Autriche-Hongrie        | Autriche-Hongrie      | Autriche-Hongrie      |
| 1905        | 60,6                    | 697             | 11,5                    | 231             | 3,8             | 47,4                    | 419                   | 8,8                     | 97                    | 2                     |
| 1910        | 64,9                    | 831             | 12,8                    | 426             | 6,6             | 51,5                    | 407                   | 7,9                     | 57                    | 1,1                   |
| 1914        | 67,5                    | 1 009           | 14,9                    | 467             | 6,9             | 52,7                    | 496                   | 9,4                     | 155                   | 3                     |
|             |                         |                 |                         |                 |                 |                         |                       |                         |                       |                       |
|             | France                  | France          | France                  | France          | France          | Empire britannique      | Empire britannique    | Empire britannique      | Empire britannique    | Empire britannique    |
| 1905        | 39,2                    | 603             | 15,3                    | 254             | 6,5             | 43                      | 581                   | 13,5                    | 676                   | 15,7                  |
| 1910        | 39,5                    | 698             | 17,7                    | 301             | 7,6             | 45                      | 560                   | 12,4                    | 825                   | 18,3                  |
| 1914        | 39,7                    | 766             | 19,3                    | 412             | 10,4            | 46                      | 576                   | 12,5                    | 945                   | 20,5                  |
| Année       | Population              | Armée           | Armée                   | Marine          | Marine          | Population              | Armée                 | Armée                   | Marine                | Marine                |
|             | Total                   | Total           | Par habitant            | Total           | Par habitant    | Total                   | Total                 | Par habitant            | Total                 | Par habitant          |
| En millions | En millions de marks-or | En de marks-or  | En millions de marks-or | En marks-or     | En millions     | En millions de marks-or | En marks-or           | En millions de marks-or | En marks-or           |                       |
|             | Empire du Japon         | Empire du Japon | Empire du Japon         | Empire du Japon | Empire du Japon | Royaume d'Italie        | Royaume d'Italie      | Royaume d'Italie        | Royaume d'Italie      | Royaume d'Italie      |
| 1905        | 47,9                    | 23              | 0,5                     | 49              | 1               | 33,3                    | 237                   | 7,1                     | 106                   | 3,2                   |
| 1910        | 52,4                    | 180             | 3,4                     | 158             | 3               | 34,5                    | 381                   | 11,1                    | 192                   | 5,6                   |
| 1914        | 54,3                    | 207             | 3,8                     | 203             | 3,7             | 35,1                    | 332                   | 9,5                     | 205                   | 5,9                   |
|             | Empire russe            | Empire russe    | Empire russe            | Empire russe    | Empire russe    | États-Unis d'Amérique   | États-Unis d'Amérique | États-Unis d'Amérique   | États-Unis d'Amérique | États-Unis d'Amérique |
| 1905        | 143                     | 817             | 5,7                     | 252             | 1,8             | 83,2                    | 506                   | 6,1                     | 467                   | 5,6                   |
| 1910        | 151,5                   | 1 046           | 6,9                     | 244             | 1,6             | 92,0                    | 673                   | 7,3                     | 504                   | 5,5                   |
| 1914        | 157,8                   | 1 254           | 8                       | 498             | 3,2             | 96,8                    | 422                   | 4,4                     | 595                   | 6,1                   |

Depuis cette époque, Les dépenses militaires mondiales n'ont, globalement, pas cessé de croître,

## Années 2000
Selon le Yearbook 2022, Armaments, disarmament and international security, les rapports du GRIP 2022/2, p.10. la R&D des États-Unis a progressé de +24 % en termes réels en 10 ans (2012-2022) dont pour moderniser son arsenal nucléaire. Dans le même temps, la Chine a progressé de 72 % et au niveau macro-régional, l’effort d’investissement militaire augmente aussi en Asie et Océanie, en Afrique et en Europe .
Selon l'Institut international de recherche sur la paix de Stockholm (SIPRI, avril 2024), à la suite de l'invasion de l'Ukraine par l'armée russe, les dépenses militaires mondiales ont bondi, avec un nouveau record en 2023 (2 443 milliards de dollars ! soit +6,8 % en un an, et 2,3 % du PIB mondial). Cette tendance s'est poursuivie en 2024 et semble devoir se poursuivre en 2025. Pour la première fois depuis 2009, les dépenses militaires ont augmenté dans les cinq zones géographiques suivies par le SIPRI, et fortement en Europe, en Asie, en Océanie et au Moyen Orient. Les Etats-Unis, la Chine, la Russie, l'Inde et l'Arabie saoudite tirent ces dépenses en avant (61 % des dépenses militaires mondiales en 2023). « Les États donnent la priorité à la force militaire, ce qui risque d'alimenter la spirale action-réaction dans un contexte géopolitique et sécuritaire de plus en plus instable », alerte Nan Tian, chercheur au SIPRI.

## Vers une extension de la course aux armements à l'Espace?
La conquête spatiale a ouvert l'espace circum-terrestre à la course aux armements, avec une complexification des défis stratégiques déjà existants. La militarisation de l'espace confère aux États qui en ont les moyens une autonomie stratégique renforcée, mais elle engendre aussi une dépendance accrue à des technologies de pointe et une vulnérabilité face aux actions dites « contre-spatiales ».
D'autre part, un début de course aux armements spatiaux exacerbe le risque d'une accélération de la dégradation de l'environnement orbital (débris spatiaux, fragmentation des satellites en opération, etc.), menaçant la pérennité d'infrastructures critiques.
Le droit international de l'espace est né durant la Guerre froide, où il a surtout était centré sur la pacification ou la non-militarisation des activités extra-atmosphériques, avec notamment, en 1959, la création du Comité pour l'utilisation pacifique de l'espace extra-atmosphérique (CUPEEA) et les dispositions du Traité de 1967. À cette époque, les questions environnementales étaient largement négligées, puisque les instruments juridiques fondateurs mettaient en avant des objectifs sécuritaires dans un contexte de rivalité américano-soviétique, laissant de côté le sujet de la pollution de l'environnement spatial par un nombre croissant de déchets orbitaux dangereux pour les satellites et la station spatiale.
Le contexte géopolitique a ensuite évolué, faisant émerger conjointement des préoccupations militaro-sécuritaires, économiques et environnementales pour l'espace proche de la biosphère et du globe terrestre. Alors qu'au-delà de la militarisation pure, l'expansion des capacités militaires (notamment via les armes anti-satellites et autres systèmes à caractère dual) s'inscrit dans une logique concurrentielle où l'exploitation commerciale et la protection de la viabilité à long terme des activités spatiales sont deux enjeux indissociables ; l'ONU a voté une résolution 78/72 qui émet de « graves préoccupations » quant à la possibilité d'une course aux armements dans l'espace et quant la dégradation de l'environnement spatial.
Pour répondre à ces défis émergents (éviter que les guerres ne s'étendent à l'espace circum-terrestre, une coopération internationale renforcée semble nécessaire, ainsi qu'une modernisation les cadres juridiques existants (pour intégrer de manière cohérente et synergique les impératifs de sécurité et de durabilité environnementale et pour protéger les actifs civils et commerciaux).

## «Course aux armements»: signification en biologie
En biologie de l'évolution, on utilise l'analogie de la course aux armements pour qualifier une situation de coévolution adaptative entre deux espèces dans laquelle les stratégies évolutives de l'une répondent aux stratégies de l'autre, et réciproquement. Cette coévolution peut aussi devenir antagoniste lorsque les deux organismes résistent l'un à l'autre. D'après Thierry Lodé, qui parle alors de « tir à la corde », la coévolution antagoniste résulte aussi du conflit sexuel et caractérise aussi les interactions entre les sexes.
Les exemples les plus connus de telles courses aux armements évolutives (en) concernent les systèmes hôte-parasite ou proie-prédateur. Ainsi, les tritons de Californie sécrètent un poison (tétrodotoxine) qui les protègent de leurs prédateurs. Parmi ceux-ci, les couleuvres rayées ont développé une résistance à cette toxine qui leur permet de contrecarrer ce mécanisme de défense.